# دايفيد فورد
دايفيد فورد (بالإنجليزية: David Ford)‏ هو مغن مؤلف وكاتب أغاني وعازف قيثارة بريطاني، ولد في 16 مايو 1978 في دارتفورد ‏ في المملكة المتحدة.

## وصلات خارجية
- الموقع الرسمي
- دايفيد فورد على موقع ميوزك برينز (الإنجليزية)
- دايفيد فورد على موقع أول ميوزيك (الإنجليزية)
- دايفيد فورد على موقع ديسكوغز (الإنجليزية)
- دايفيد فورد على موقع ديسكوغز (الإنجليزية)